# Johan Wilhelm Rosenborg
Johan Wilhelm Rosenborg, född 6 april 1823 i Pernå socken, Nyland, död 13 juli 1871 på Rönnskär nära Helsingfors, var en finländsk jurist. 
Rosenborg blev student vid Kejserliga Alexanders Universitetet i Finland i Helsingfors 1840, filosofie magister 1847, juris utriusque licentiat 1857, docent i kameral- och politilagfarenhet samt statsrätt 1858, juris doktor 1860 och samma år professor i kameral- och politilagfarenhet samt statsrätt. Han utgav tre akademiska disputationer: Om inskränkningar uti dispositionsrätten öfver hemman (1856), Om fattigdomen och allmänna fattigvården i Finland (1858) samt Bidrag till jordbeskattningens historia i Finland under medlet af sextonde seklet (1860). Av dessa var den sistnämnda grundad på arkivstudier. 
I det konstitutionella liv, som på 1860-talet uppspirade i Finland, medverkade Rosenborg inflytelserikt. I november 1862 kallades han av regeringen att deltaga i utarbetandet av lantdagspropositioner. Hans arbete Om riksdagar, föreläsningar hållna vid Helsingfors universitet vårterminen 1863 (tryckt samma år) bidrog i ej ringa mån till lantdagsarbetets regelbundna gång under 1863–64 års lantdag. 
Rosenborg kallades 1864 till ledamot i kommittén för utarbetande av förslag till ny sjölag och 1865 till ledamot i kommittén för utarbetande av förklaringar och tillägg till Finlands grundlagar. Vid 1867 års lantdag var han sekreterare i grundlagsutskottet, och vid samma lantdag blev han utsedd till prästeståndets bankofullmäktig, vilken befattning vidtog 1868.